# Pineda incana
Pineda incana là một loài thực vật có hoa trong họ Liễu. Loài này được Ruiz & Pav. miêu tả khoa học đầu tiên năm 1794.